# Moringen
Moringen – miasto w Niemczech w południowej części kraju związkowego Dolna Saksonia, w powiecie Northeim. W 2018 roku liczyło 7308 mieszkańców.
W latach 1933–1945 miejsce funkcjonowania w trzech obozów: Konzentrationslager Moringen, Frauen-Konzentrationslager Moringen, Jugend-Konzentrationslager Moringen, Jugendschutzlager Moringen/Solling, SS-Sonderlager Moringen; na terenie przedwojennego zakładu psychiatrycznego.
Były to jedne z pierwszych obozów koncentracyjnych na terenie III Rzeszy. Dziś w tym miejscu „miejsce pamięci” i muzeum.